# Studio-A
Studio-A, oorspronkelijk Studio's Amusement, is een Vlaamse televisieproductiemaatschappij. Het bedrijf werd in 1989 opgericht door Herman Verbaet en is vooral bekend voor de soap Familie en fictiereeksen Spoed en Zone Stad.
Sinds 2005 is het productiehuis in handen van de VMMa (sinds 2014 Medialaan geheten), die de leiding toevertrouwde aan Philippe Bonamie. In 2009 werd hij opgevolgd door Guy Goedgezelschap en Serge Bierset. Dat jaar werd ook het label Shelter ontwikkeld, waaronder intussen al enige succesvolle humorprogramma's als M!LF, Benidorm Bastards en Wat als? zijn geproduceerd. Anno 2011-2012 ontvangt Studio-A bovendien de voetbalwedstrijden van de Jupiler Pro League.
Vanaf september 2012 zijn Studio-A en Shelter opgenomen in TvBastards, een overkoepelend intern productiehuis van Medialaan. Aanvankelijk werden de namen Studio-A en Shelter dan nog gebruikt, maar sinds 2015 zijn deze verdwenen en worden alle producties met het label TvBastards bestempeld.

## Televisiestudio's Boortmeerbeek
Deze televisiestudio's werden in 1991 opgericht voor de opnames van de VTM-serie "Familie", Sinds 2018 wordt Familie niet meer door TvBastards geproduceerd, en zijn de decors ook verhuisd naar de AED Studios waar Zodiak Belgium de productie van Familie verder zet.
In 2020 verkocht DPG Media de studio's aan Media Park Development BV. In 2023 meldde deze dat de studio's in 2026 de deuren zullen sluiten, na 35 jaar.

## Programma's

### Fictie
| Programma                 | Genre       | Periode               | Zender    |
| ------------------------- | ----------- | --------------------- | --------- |
| Bompa                     | sitcom      | 1989-1994             | VTM       |
| Benidorm                  | sitcom      | 1989-1992             | VTM       |
| Familie                   | soap        | 1991-2018             | VTM       |
| Drie Mannen onder één Dak | sitcom      | 1991-1994             | VTM       |
| Het Witte Bloed           | film        | 1992                  | -         |
| Zomerrust                 | sitcom      | 1993-1994             | VTM       |
| Chez Bompa Lawijt         | sitcom      | 1994-1997             | VTM       |
| Nonkel Jef                | sitcom      | 1995-2001             | VTM       |
| Editie                    | soap        | 1995-1998 (herhaling) | Ka2 - VTM |
| Slisse & Cesar            | sitcom      | 1996-1999             | VTM       |
| Vennebos                  | soap        | 1997-1998             | VT4       |
| Gilliams & De Bie         | drama       | 1997-1998             | VTM       |
| Lebbegem                  | sitcom      | 1999                  | VTM       |
| De Makelaar               | drama       | 1999-2001             | VTM       |
| Spoed                     | drama       | 2000-2008             | VTM       |
| Zone Stad                 | drama       | 2003-2013             | VTM       |
| Louislouise               | telenovelle | 2008-2009             | VTM       |
| Ella                      | telenovelle | 2010-2011             | VTM       |
| Binnenstebuiten           | zomersoap   | 2013-2014             | VTM       |
| VTM Telefoneert           | komedie     | 2013-2014             | VTM       |
| Lisa                      | Telenovelle | 2021-2023             | VTM       |
| Milo                      | Telenovelle | 2023-2025             | VTM       |

### Reality
Vanaf september 2012 is de productie van realityprogramma's overgeheveld naar andere productiehuizen binnen TvBastards.
| Programma                  | Presentatie                                      | Periode   | Zender |
| -------------------------- | ------------------------------------------------ | --------- | ------ |
| Groene Vingers             | Mark Demesmaeker/Gerty Christoffels/Koen De Bouw | 2002-2011 | VTM    |
| Campinglife / Club Camping | Jan Van den Bossche/Joyce Beullens               | 2007-2012 | VTM    |
| Tien Om Te Zien            | Anne De Baetzelier/Elke Vanelderen               | 2007-2008 | VTM    |
| Let's Go Lasgo             | Karoline Kamosi                                  | 2008      | JIM    |
| Anne's Vlaamse 10          | Tess Goossens                                    | 2010-2011 | VTM    |
| Voor De Show               | Katja Retsin/Dina Tersago/Bram Van Deputte       | 2011-2012 | VTM    |